# 祖父江義明
祖父江 義明（そふえ よしあき、1943年5月2日 - ）は、日本の天文学者。専門は、銀河天文学、電波天文学、星間物理学。理学博士。
東京大学名誉教授、元明星大学理工学部教授、鹿児島大学教授、日本天文学会理事長。
千葉県出身。千葉県立千葉高等学校を卒業後東京大学に入学し、海野和三郎に天文学を学んだ。恩師の海野は萩原雄祐の弟子なので、祖父江は萩原の孫弟子にあたる。銀河天文学・電波天文学の第一人者として世界的に著名で、主著論文は100篇を越える。
弟子に中井直正、林正彦、半田利弘、本間希樹、幸田仁、中西裕之らがいる。

## 略歴
- 1966年 - 東京大学理学部物理学科卒業
- 1968年 - 東京大学大学院理学系研究科修士課程修了
- 1968年 - 名古屋大学理学部助手
- 1972年6月　東京大学より理学博士号を授かる。論文の題は「Faraday rotation for linearly polarized radio waves from the crab nebula by the solar corona（太陽コロナによるかに星雲直線偏光電波のファラデー回転）」[2]。
- 1976年 - マックス・プランク電波天文学研究所（客員研究員）
- 1982年 - 東京大学附属東京天文台野辺山宇宙電波観測所助教授
- 1986年 - 東京大学理学部教授
- 2006年 - 東京大学を定年退官、東京大学名誉教授号授与
- 2007年 - 鹿児島大学理学部教授に赴任。
- 2010年 - 明星大学理工学部総合理工学科物理学系教授に赴任。
- 2014年 - 明星大学理工学部総合理工学科物理学系教授を退職。

## 人物・来歴
県立千葉高校を卒業して東京大学に入学した。元々は、数学において抜群の成績を修めており、本人曰く、「物理学者でなければ数学者になったかも知れない」という程の数学好き。東京大学における修士課程では「膨張宇宙に於ける熱不安定性による銀河形成ー宇宙熱史ー」という修士論文で卒業。坂田昌一および早川幸男の薦めによって、理論・観測天文学分野における人材を育成するために、名古屋大学に赴任。「直線偏波電波源かに星雲掩蔽時のファラデー回転観測による太陽コロナ磁場の研究」によって、東京大学より理学博士号を授与される。ドイツマックス・プランク研究所では、銀河系・星間物質の電波観測と放射機構に関する研究を行う。これらの理論的・観測的な研究によって、野辺山宇宙電波観測所においては、ミリ波帯における銀河および星間物質のスペクトル観測、連続波による銀河電波と銀河中心の研究などにおいて主導的な役割を担う。
その後、東京大学理学部教授として、理論天文学分野における後進の指導育成を行い、定年退官。退官講演は、「我々の銀河系は爆発したか？」という題目であった。その後、鹿児島大学理学部に赴任し、日本全土をカバーするVLBI観測計画の一翼を担う研究者の養成や日本天文学会理事長を務めた。
モットーは、暗い宇宙の中に生命の真理は存在し、暗い宇宙を明るく観測することが天文学者の務めである。

## 仲間・同僚
祖父江および海部宣男の共通の上司であった、古在由秀および小平桂一曰く、明るく社交的な海部と精密な議論を行う祖父江が組めば、日本の電波天文学は一流になりえるという理由から、野辺山宇宙電波観測所時代には、二人は隣同士の席で仕事を行った。主に海部は、公報や施設計画を担当し、祖父江はデータ解析手法の開発に忙殺された。
ドイツマックス・プランク研究所時代にも、同じような仲間がいたが、観測天文学分野において精度の高い解析を行う仲間は居たが、観測所のシステムまで設計できる仲間がいなかったことを悲しく思っている。その点では、銀河系天文学および電波天文学分野において、この二人の出会いおよび業績は、理論家と観測家が相補的な役割を担えば、極めて高い業績を上げうるという実例を示している。

## 業績
- 宇宙電波、特に銀河系および系外銀河の分子線観測、連続波観測、データ解析に基づく銀河の動力学研究、星間物理学研究において業績を上げている。
- 特に、銀河中心の爆発現象の発見、銀河中心の活動性の研究、銀河回転曲線の大規模な観測と高精度の解析による銀河質量・ダークマター分布の研究が知られている。

## 主な著書・訳書
- 『コンピュータが描く宇宙』（著書）
- 『電波でみる銀河と宇宙』（著書）
- 『宇宙とその起源』（訳書）
- 『宇宙生命へのアプローチ』（著書）
- 『天の川の真実』（共著書）
- 『銀河物理学入門』（著書）
- 『シリーズ現代の天文学4巻ー銀河と宇宙の階層構造ー』（編著書）
- 『シリーズ現代の天文学5巻ー銀河系ー』（編著書）